# Idaea numidica
Idaea numidica är en fjärilsart som beskrevs av Turati 1924. Idaea numidica ingår i släktet Idaea och familjen mätare. Inga underarter finns listade i Catalogue of Life.